# Шелтерин

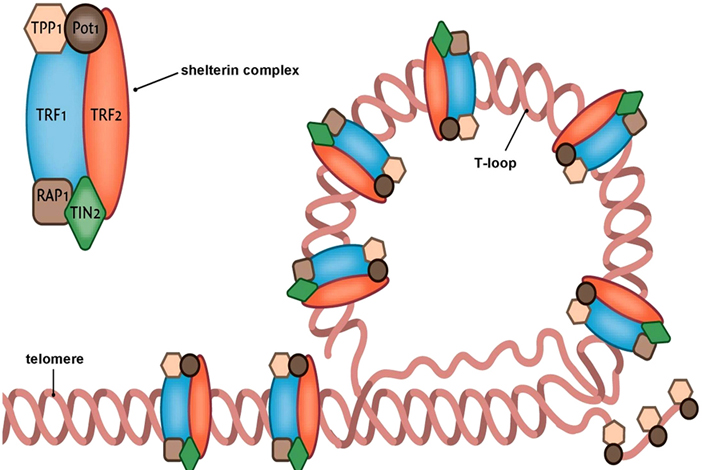
Шелтерин

Шелтерин (также называемый телосомой) — это белковый комплекс, защищающий теломеры млекопитающих от механизмов репарации ДНК и регулирующий активность теломеразы. У млекопитающих и других эукариотических организмов ДНК-составляющая теломер представлена множественными повторами последовательности из шести нуклеотидов — TTAGGG, а также участками, богатыми на гуанин, находящимися преимущественно в конце «петли» теломеры. Субъединицы шелтерина связываются с этими участками и вызывают образование Т-петли, структуры, исполняющей роль своеобразной «крышки», защищающей теломеры, которые могут интерпретироваться как внутрицепочечные разрывы, от механизмов репарации ДНК. Отсутствие шелтерина вызывает распечатывание теломеры, сигнализируя о повреждении участка ДНК, что может привести к гомологично направленному восстановлению ДНК, не-гомологичному соединению концов участков ДНК, старению или апоптозу.

## Субъединицы
Шелтерин состоит из шести субъединиц: TRF1, TRF2, POT1, Rap1, TIN2 и TPP1. Они могут работать в маленьких подмножествах для регуляции длины и защиты теломер.
- TRF1 (Telomere Repeat Factor 1): TRF1 — гомодимерный белок, связывающийся с двухцепочечной TTAGGG-областью теломеры. Он может взаимодействовать с PINX1 и ингибировать удлинение теломер теломеразой.
- TRF2 (Telomere Repeat Factor 2): TRF2 — гомодимерный белок, связывающийся с двухцепочечной TTAGGG-областью теломеры. Этот белок препятствует распознаванию двуспирального разрыва участка ДНК в качестве повреждения[1].
- POT1 (Protection of Telomere 1): POT1 содержит олигонуклеотидные/олигосахаридные составляющие, которые увеличивают его сродство одноцепочечным TTAGGG-областям ДНК. POT1 предотвращает разрушение этих областей посредством нуклеаз и защитой гуаниновых участков цепи.
- RAP1 (Repressor / Activator Protein 1): RAP1 — это стабилизирующий белок, связанный с TRF2.
- TIN2 (TRF1- and TRF2-Interacting Nuclear Protein 2): TIN2 — стабилизирующий белок, связанный с TPP1-POT1-комплексом, а также с TRF1 и TRF2, что позволяет соединять субъединицы на двухцепочечной ДНК с субъединицами на одноцепочечной.
- TPP1 (TINT1, PTOP, PIP1): TPP1 — белок, связанный с POT1-субъединицей. Потеря TPP1 ведет к нарушению функции POT1.

## Подавление механизмов репарации ДНК
Существует два основных пути, сигнализирующих о повреждении ДНК, которые подавляет шелтерин:
Путь, основанный на работе фермента ATR, блокируемый субъединицей POT1 и путь, основанный на работе протеинкиназы ATM, блокируемой, в свою очередь, субъединицей TRF2. В первом случае ферменты ATR and ATRIP реагируют на одноцепочечные разрывы в ДНК и запускают каскад фосфорилирования, который в конечном итоге приводит к остановке клеточного цикла. Для предотвращения этого каскада, POT1 скрывает одноцепочечную область ДНК теломеры.
Примерно таким же образом работает ATM-путь, однако ATM фиксирует также и двуцепочечные разрывы ДНК, запуская похожий каскад фосфорилирования, ведущий к остановке клеточного цикла, апоптозу или активированию репарации ДНК-цепи. В этом случае теломерную ДНК и её концы скрывает уже субъединица TRF2.
В дополнении к этому, существует другая теория, предполагающая блокирование сигнальных путей по нижнему 3'-потоку, что приводит к динамической неустойчивости клеток с течением времени.
Структура Т-петли может предотвращать негомологичное соединение концов спирали ДНК. Для негомологичного соединения необходимо, чтобы Ku-гетеродимер мог связываться с концами хромосом. Согласно другой теории, TRF2 скрывает концы теломер.